# Phygadeuon facialis
Phygadeuon facialis là một loài tò vò trong họ Ichneumonidae.